# Ryszard Doroba
Ryszard Doroba (ur. 3 marca 1928 w Łowiczu, zm. 14 stycznia 1985 w Łodzi) – autor powieści dla młodzieży, scenariuszy i dialogów do filmów animowanych. Autor tekstów piosenek do muzyki Zdzisława Daniela „Kiedy ujrzę cię (Kiedy ujrzę cię jeszcze raz)” (2004) i Zdzisława Pucka „Gdy zapytasz nie odpowiem”. (2007) Pochowany na cmentarzu komunalnym Doły (Kwatera: XXII, Rząd: 15, Grób: 16).
Mieszkał w Domu Literatów przy al. T. Kościuszki 98.

## Publikacje
- Łechtanie Hioba (1962)[7]
- Tajemnica podziemnego lochu (Łódź 1972, 1980)[8][9]
- Baszta Szarej Sowy (1974)[10]
- Bliżej filmu (Warszawa 1980)[11]
- Mój przyjaciel Filon (1984)[12]
- Wakacje pana Fajki (1984)[13]
- Wakacje pod łunami (1985)[14]

## Scenariusze
- Pies w kosmosie (1963) – scenariusz,
- Ludzie rosną (1968) – scenariusz[15],
- Colargol na Dzikim Zachodzie (1976) – dialogi,
- Colargol Zdobywcą Kosmosu (1978) – dialogi[16][15].